# Liste der Monuments historiques in Germinon
Die Liste der Monuments historiques in Germinon führt die Monuments historiques in der französischen Gemeinde Germinon auf.

## Liste der Objekte
| Bezeichnung               | Beschreibung           | Standort                       | Kennzeichnung | Schutzstatus | Datum | Bild |
| ------------------------- | ---------------------- | ------------------------------ | ------------- | ------------ | ----- | ---- |
| Skulptur Madonna mit Kind | Stein, 16. Jahrhundert | in der Kirche St-Martin (Lage) | PM51000450    | Classé       | 1966  |      |